# La collana di Penelope
La collana di Penelope (Honesty - The Best Policy) è un film muto del 1926 diretto da  Chester Bennett e Albert Ray. La sceneggiatura di Gordon Rigby si basa su un soggetto di Howard Hawks.

## Trama
Uno scrittore che non porta soldi a casa viene minacciato dalla moglie di essere mandato a lavorare se non riuscirà a vendere almeno una storia. Trova così un editore che è disposto a comprargli qualche racconto, mettendogli però come condizione che la storia dovrà essere basata su un fatto realmente accaduto. Lo scrittore, allora, comincia a raccontare il proprio passato: noto criminale, con la complicità di sua moglie, compie diverse rapine. Inseguito, finisce per essere catturato. Ma poi fugge e si rimette sulla retta via. Entusiasta, l'editore sta per comperargli il racconto. Ma lo scrittore non riesce a trattenersi e dichiara che sua moglie era stata ancora più mascalzona di lui. Sta quindi per iniziare una nuova narrazione rivelando dettagli più precisi della vita di lei quando la donna interviene e gli rovina l'effetto finale.

## Produzione
Il film fu prodotto dalla Fox Film Corporation con il titolo di lavorazione Dangers of a Great City. La scena aggiunta diretta da Albert Ray fu completata il 16 luglio 1926.

## Distribuzione
Il copyright del film, richiesto dalla Fox Film Corp., fu registrato il 15 agosto 1926 con il numero LP23048.
Distribuito dalla Fox Film Corporation, il film - presentato da William Fox - uscì nelle sale cinematografiche statunitensi l'8 agosto 1926.
 
In Italia, distribuito dalla Fox con il titolo La collana di Penelope, ottenne nel marzo 1927 il visto di censura numero 23369.
Non si conoscono copie ancora esistenti della pellicola che viene considerata presumibilmente perduta.